# Vysoká (Eslovaquia)
Vysoká es un municipio del distrito de Banská Štiavnica en la región de Banská Bystrica, Eslovaquia, con una población estimada a final del año 2024 de 126 habitantes.
Se encuentra ubicado al oeste de la región, cerca del río Hron —un afluente izquierdo del Danubio— y de la frontera con la región de Nitra.

## Demografía
| Año        | 1994 | 2004    | 2014    | 2024     |
| ---------- | ---- | ------- | ------- | -------- |
| Población  | 141  | 143     | 141     | 126      |
| Diferencia |      | +1,41 % | −1,39 % | −10,63 % |

| Año        | 2023 | 2024   |
| ---------- | ---- | ------ |
| Población  | 125  | 126    |
| Diferencia |      | +0,8 % |